# Thomas Karlsson (militär)
Thomas Per-Åke Karlsson, född 25 april 1953 i Motala församling i Östergötlands län, är en svensk militär.

## Biografi
Karlsson gick ut från gymnasiet 1972, varefter han gick trafikledarutbildning 1972–1973 och grundläggande flygutbildning 1973–1974 samt officersutbildning och inflygning av Saab 35 Draken 1974–1976. Han utnämndes till löjtnant i flygvapnet 1976, gick grundläggande flygslagsutbildning 1976–1977 och befordrades till kapten vid Västmanlands flygflottilj 1979. Han gick Allmänna kursen vid Militärhögskolan 1982–1983, befordrades till major vid Upplands flygflottilj 1984, gick Högre kursen vid Militärhögskolan 1985–1987 och gick grundläggande flygslagsutbildning för Saab 37 Viggen 1987–1988. Därefter tjänstgjorde han åren 1988–1992 vid Upplands flygflottilj som chef för 163. jaktflygdivisionen och åren 1988–1991 som flygchef. Han var kurschef vid Flygvapnets befälsskola 1992–1993. År 1994 utnämndes han till överstelöjtnant med särskild tjänsteställning, varefter han tjänstgjorde vid Högkvarteret 1994–1996 och gick Advanced Staff Course i Royal Air Force 1996 och var chef för Flygvapnets befälsskola 1997–2000. År 2000 befordrades han till överste, varefter han var försvarsattaché vid ambassaden i Santiago de Chile 2000–2003 och chef för Luftstridsavdelningen i Krigsförbandsledningen i Högkvarteret 2003–2005. Karlsson var ställföreträdande chef för Flygvapenavdelningen i Förbandsenheten i Högkvarteret 2005–2007 och flygsäkerhetsinspektör i Säkerhetsinspektionen i Högkvarteret från 2007 till 2010, då han pensionerades från Försvarsmakten.